# Richard Joseph
Richard Joseph (23 aprile 1953 – 4 marzo 2007) è stato un musicista, compositore e tecnico del suono nel campo dei videogiochi britannico.
La sua carriera durò circa vent'anni, iniziati lavorando su Commodore 64 e Amiga, e poi proseguiti su macchine delle generazioni successive. Buona parte delle sue composizioni più famose fu realizzata per la Sensible Software, anche in collaborazione con Jon Hare.

## Biografia
Richard fu considerato un pioniere dell'audio nei videogiochi, soprattutto per essere stato tra i primi a: portare su computer le voci di doppiatori in carne ed ossa (Mega Lo Mania); fare uso della musica interattiva (The Chaos Engine); lavorare con artisti affermati (Betty Boo in Magic Pockets, Captain Sensible in Sensible Soccer, Brian May in Rise of the Robots e Jon Foxx su Gods e Speedball 2); aver inserito brani vocali nelle sigle di alcuni titoli, cosa ai tempi rivoluzionaria.
Tra la fine degli anni ottanta e l'inizio dei novanta realizzò le colonne sonore di alcuni videogiochi creati da celebri gruppi di programmatori, come la Sensible Software e i Bitmap Brothers.
Egli è noto anche per aver composto la colonna sonora della versione Commodore 64 del famoso Defender of the Crown.
In seguito, egli entrò ai Pinewood Studios e contribuì a far vincere alla Electronic Arts il BAFTA Award per il miglior audio del 2000, grazie a Theme Park World. La colonna sonora composta per la versione Game Boy Advance di Cannon Fodder ebbe una candidatura in quello stesso anno, e almeno fino al 2005 è l'unica colonna sonora di "piccolo formato" ad aver avuto una nomination dalla BAFTA.
Dopo aver prodotto le colonne sonore di Republic: The Revolution ed Evil Genius per gli Elixir Studios – entrambi premiati dalla BAFTA per le loro musiche – Richard si trasferì in Francia, dove avviò la SoundTropez, una ditta specializzata nella realizzazione di colonne sonore dell'ultima generazione.
Prima di dedicarsi ai videogiochi, Richard Joseph ebbe una breve carriera nell'industria musicale, lavorando con nomi come Trevor Horn e Hugh Padgham realizzò anche un brano come solista per la EMI e fu membro del gruppo Shakatak.
Proveniva da una famiglia di artisti, il fratello Eddy è stato un supervisore audio premiato dalla BAFTA, per aver lavorato a film come quelli di Harry Potter e James Bond. Il fratello Pat è stato regista per la stessa The Mill che vinse un Oscar per Il gladiatore. Il nipote Alex è supervisore degli effetti sonori. Il padre Teddy (1918-2006) fu un produttore esecutivo che lavorò, tra gli altri, a film di John Schlesinger e Alfred Hitchcock.
A causa di un cancro ai polmoni, è morto il 4 marzo 2007.

## Composizioni per videogiochi
Videogiochi che contengono musica composta da Richard Joseph, nelle versioni indicate tra parentesi:
- The Adventures of Robin Hood (Amiga)
- Antiriad (Amstrad CPC, Commodore 64, Spectrum)
- The Aquatic Games (Amiga)
- Barbarian: The Ultimate Warrior (Commodore 64, ZX Spectrum)
- Brutal Football (Amiga)
- Cadaver (Amiga)
- Cannon Fodder (Amiga, Atari ST, PC)
- Cannon Fodder 2 (Amiga, PC)
- Cauldron II: The Pumpkin Strikes Back (Commodore 64, ZX Spectrum)
- The Chaos Engine (Amiga, PC)
- The Chaos Engine 2
- Crazy Football (Amiga)
- Cyber Empires (Amiga)
- Defender of the Crown (Commodore 64)
- Demoniak (Amiga)
- Diggers (Amiga)
- Flight of the Amazon Queen (PC)
- Global Effect (Amiga)
- Gods (Amiga)
- International 3D Tennis (Amiga, Commodore 64, ZX Spectrum)
- International Sensible Soccer (Amiga)
- James Pond (Amiga)
- James Pond 2: Codename RoboCod (Amiga)
- James Pond 3: Operation Starfish (Amiga)
- Knightmare (Amiga)
- Legend (Amiga)
- Lure of the Temptress
- Magic Pockets (Amiga)
- Mega Lo Mania (Amiga, PC)
- Moonshine Racers (Amiga)
- Moonstone: A Hard Days Knight (Amiga)
- Mr Blobby (Amiga)
- Myth: History in the Making (Amiga)
- Putty (Amiga)
- Rimrunner (Commodore 64)
- Rise of the Robots (Amiga)
- Robin Hood: Prince of Thieves (Amiga)
- Rome AD 92 (Amiga, PC)
- Sensible Golf (Amiga)
- Sensible Soccer (Amiga, PC)
- Sensible Soccer 98
- Sensible World of Soccer (Amiga, PC)
- Sensible World of Soccer 95/96 (Amiga)
- Shoot'Em-Up Construction Kit (Amiga)
- Sim Theme Park
- Speedball 2 (Amiga)
- The Steel Empire (Amiga)
- Stifflip & Co. (Amstrad CPC, Commodore 64, ZX Spectrum)
- Stormball (Amiga)
- Voodoo Nightmare (Amiga)
- Wicked (Amiga, Commodore 64)
- Wizkid (Amiga)
- Worlds of Legend (Amiga)

### Articoli e interviste
- (EN) Audiointerviste, su c64.com.
- (EN) Intervista, su remix64.com.
- (EN) Intervista, su idlethumbs.net (archiviato dall'url originale il 24 giugno 2006).
- (EN) Intervista, su gamespot.com.
- (EN) Articolo di Gamemusic (PDF), su ilex-press.com. URL consultato il 13 marzo 2007 (archiviato dall'url originale il 17 marzo 2006).

### Siti Web
- (EN) Richard Joseph - music and sound for electronic games (sito ufficiale), su richardjose.ph. URL consultato il 13 maggio 2007 (archiviato dall'url originale il 7 marzo 2007).
- (EN) Richard Joseph, su exotica.org.uk.

### Siti contenenti ludografie di RJ
- (EN) Ludografia e download, su mirsoft.info.
- (EN) Joseph Richard, su hvsc.etv.cx.

| Controllo di autorità | VIAF (EN) 3261149235093776690008 · ISNI (EN) 0000 0004 6355 1627 · Europeana agent/base/148158 · BNF (FR) cb171549343 (data) |